# Коктерек (Аккайынский район)
Коктерек (каз. Көктерек) — село в Аккайынском районе Северо-Казахстанской области Казахстана. Село входит в состав Григорьевского сельского округа. Код КАТО — 595839300.

## География
В 2,5 км южнее села находится озеро Испал.

## Население
В 1999 году численность населения села составляла 338 человек (155 мужчин и 183 женщины). По данным переписи 2009 года, в селе проживало 223 человека (111 мужчин и 112 женщин).